# Đài phát thanh quốc tế Pháp
Radio France Internationale, viết tắt là RFI là một đài phát thanh trong hệ thống phát thanh của Pháp, phủ sóng phát thanh tại Paris và toàn thế giới. Với 45 triệu thính giả vào năm 2006, RFI là đài phát thanh quốc tế được đón nghe nhiều thứ 3 trên thế giới, sau Thế giới vụ BBC và Đài tiếng nói Hoa Kỳ (VOA), ngang với đài phát thanh Deutsche Welle của Đức. RFI phát thanh 24/24 trên toàn thế giới bằng tiếng Pháp và 19 ngôn ngữ khác, trên các làn sóng ngắn, trung bình, FM, trên cáp, hệ thống phát thanh vệ tinh WORLDSPACE và trên Internet.
Các ngôn ngữ được phát trên RFI: tiếng Albania, tiếng Ả Rập, tiếng Bulgaria, tiếng Khmer, tiếng Trung Quốc, tiếng Anh, tiếng Đức, tiếng Hausa, tiếng Lào, tiếng Ba Tư, tiếng Ba Lan, tiếng Bồ Đào Nha, tiếng România, tiếng Nga, tiếng Serbia, tiếng Croatia, tiếng Tây Ban Nha, tiếng Thổ Nhĩ Kỳ và tiếng Việt.

## Lịch sử
Đài RFI được thành lập ngày 6 tháng 1 năm 1975 theo một đạo luật ban hành vào tháng 8 năm 1974 trên cơ sở các chương trình phát thanh hướng ra ngoài nước Pháp đang có sẵn, và thuộc Radio France.
Theo một luật được bỏ phiếu vào ngày 30 tháng 9 năm 1986 và được áp dụng vào ngày 1 tháng 1 năm 1987, RFI tách khỏi Radio France và trở thành đài phát thanh độc lập, được tài trợ trực tiếp bởi Bộ Ngoại giao Pháp. Mục tiêu lúc này không chỉ tập trung vào khối Francophonie mà mở rộng sang Châu Á, thế giới Ả Rập và Iran.

## RFI tiếng Việt
Đài RFI phát sóng chương trình tiếng Việt từ tháng 6 năm 1990. Ban Việt ngữ được chính thức thành lập vào ngày 9 tháng 7 năm 1990.
Ngày 14 tháng 10 năm 2007, tờ Le Figaro đăng tải thông tin về cải tổ RFI, trong đó chương trình Việt ngữ của Đài RFI, cùng với chương trình của một số ngôn ngữ khác như tiếng Ba Lan, tiếng Lào, có khả năng bị chấm dứt phát thanh.
Từ tháng 6 năm 2008, trang web tiếng Việt đã được phát triển, mang nhiều thông tin so với trước đó chỉ là thông tin vắn tắt về lịch phát và nghe trực tuyến hoặc tải chương trình phát thanh.
Hiện tại, RFI phát thanh bằng tiếng Việt từ 20 giờ đến 21 giờ hằng ngày (giờ Việt Nam).